# 九頭龍湖站

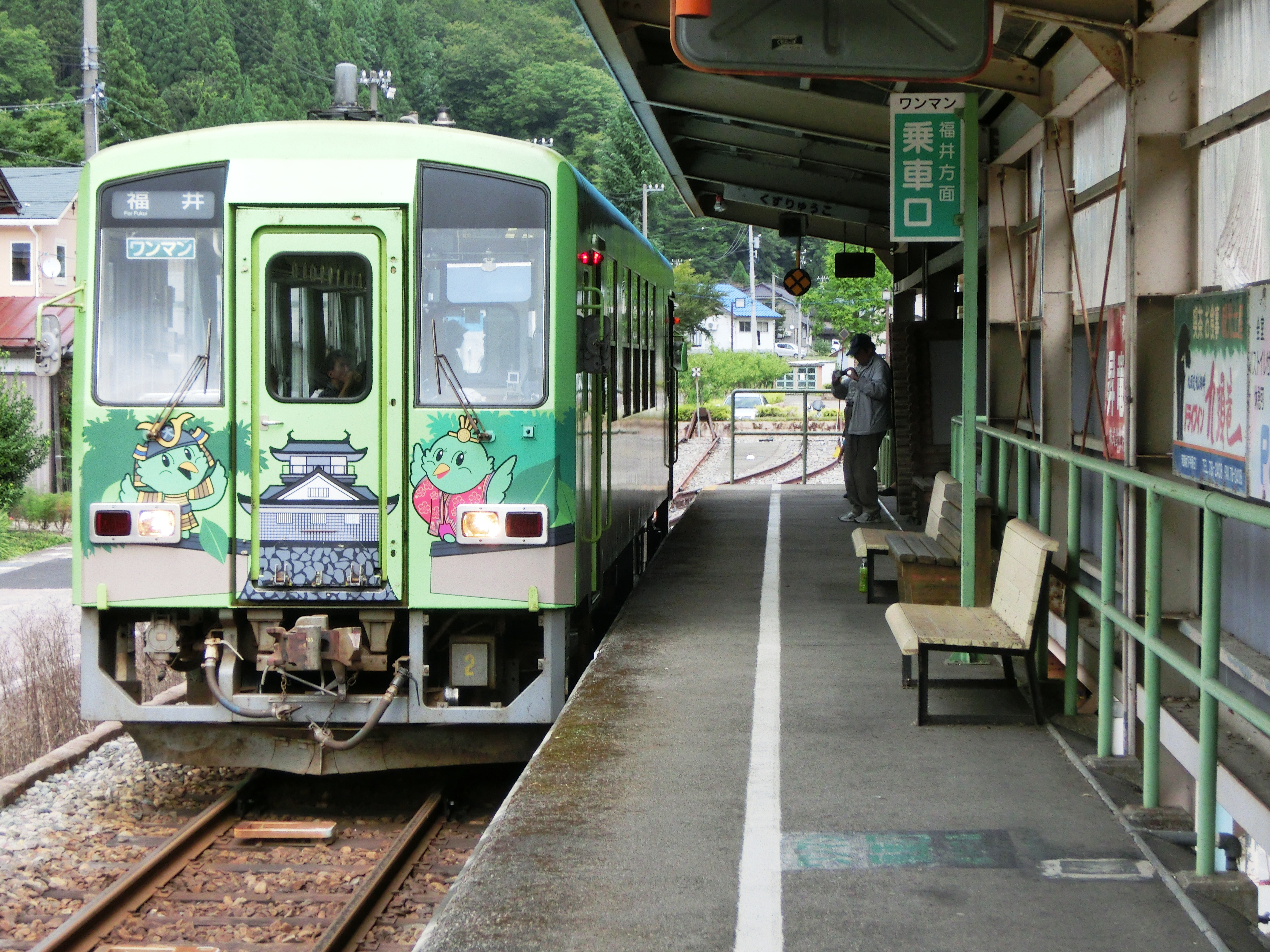
月台（2012年9月）

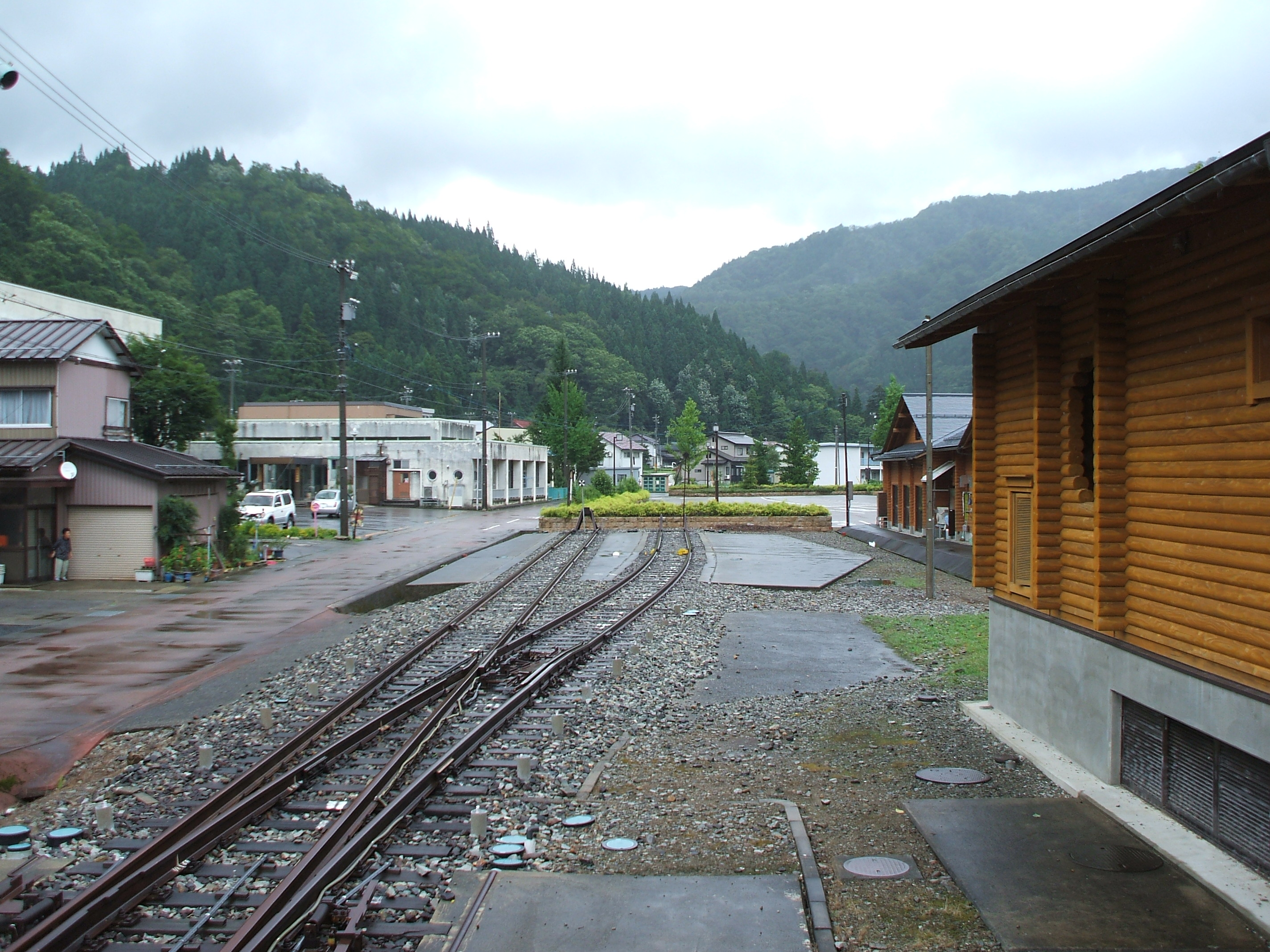
越美北線的終端。當初計劃從此站延伸連接越美南線。（2007年）

九頭龍湖站（日语：／ Kuzuryūko eki */?）是位於福井縣大野市朝日，屬於西日本旅客鐵道（JR西日本）的越美北線（九頭龍線）車站。此站為越美北線的終點站，也是福井縣最東邊的車站和舊和泉村的代表車站。此站被選為中部車站百選之一。

## 車站構造
本站是建於路堤上的地面車站，設有1面1線單式月台，望向止衝擋，列車會開啟右邊車門。在路軌盡頭前設有引上線。此站的站房是一座木屋風格建築物，內部設有特產直銷處和觀光詢問處。站房鄰接道之驛九頭龍（和泉親睦會館）。
此站是由福井地域鐵道部管理的簡易委託車站，並委托「和泉有限會社」負責櫃臺業務，該公司同時管理道之驛九頭龍。此站沒有設置自動售票機，但在櫃臺中設有POS終端以進行售票。此站雖然是終點站，但是上落情況與無人車站相同。下車時在車內向駕駛員支付車費和回收車票，乘車時領取整理券。在部分時段中所有車門都會打開。

## 歷史
- 1972年12月15日：越美北線勝原站至此站之間開通，此站啟用。為旅客車站。
- 1987年4月1日：隨國鐵分割民營化，車站由西日本旅客鐵道（JR西日本）營運。
- 2004年：

- 7月18日：因發生暴雨，越美北線全線暫停營業。
- 7月20日：越前大野站至本站之間重開。

## 使用狀況
根據「福井縣統計年鑑」，以下為各年度1日乘車人次列表：
| 年度 | 1日平均 乘車人次 | 1日平均 乘車人次 |
| ---- | ---------------- | ---------------- |
| 1974 | 65               |                  |
| 1976 | 56               |                  |
| 1978 | 54               |                  |
| 1980 | 56               |                  |
| 1983 | 47               |                  |
| 1985 | 43               |                  |
| 1986 | 41               |                  |
| 1987 | 93               |                  |
| 1988 | 38               |                  |
| 1989 | 35               |                  |
|      |                  |                  |
| 1999 | 54               |                  |
| 2000 | 52               |                  |
| 2001 | 46               |                  |
| 2002 | 40               |                  |
| 2003 | 36               |                  |
| 2004 | 32               |                  |
| 2005 | 27               |                  |
| 2006 | 27               |                  |
| 2007 | 30               |                  |
| 2008 |                  |                  |
| 2009 |                  |                  |
| 2010 |                  |                  |
| 2011 | 24               |                  |
| 2012 | 22               |                  |
| 2013 | 20               |                  |
| 2014 | 19               |                  |
| 2015 | 21               |                  |
| 2016 | 18               |                  |
| 2017 | 17               |                  |

由2018年度起，則根據國土交通省「國土數值情報」，計算1日平均上下車人次：
| 年度 | 1日平均 上落人次 | 1日平均 上落人次 |
| ---- | ---------------- | ---------------- |
| 2018 | 32               |                  |
| 2019 | 36               |                  |
| 2020 | 20               |                  |
| 2021 | 30               |                  |
| 2022 | 32               |                  |

## 其他
- 在列島縱斷 乘坐鐵路之旅〜JR20000km全線走破〜（日语：列島縦断 鉄道乗りつくしの旅〜JR20000km全線走破〜）中，此站為春編的終點（起點為鹿兒島縣枕崎站）和秋編的起點（終點為北海道根室站）。
- 原本計劃此站連接國鐵越美南線北濃站（當時位於岐阜縣郡上郡（日语：郡上郡）白鳥町，現時：郡上市）。為美濃太田站（岐阜縣美濃加茂市）與福井站之間的越美線中，其中一座中間車站。隨著越美南線由長良川鐵道接管，使這計劃不會實現[4]。另外，在越美南線美濃白鳥站（當時位於白鳥町）與站之間，曾經設有國鐵巴士路線大野線（日语：大野線），後來在JR東海巴士接管後，於2002年10月1日取消了大野線[5]。此站距離美濃白鳥站大約30公里路程，如使用的士前往，大約需要10,000日圓。因此可使用轉乘大野市營巴士，然後步行至另一巴士站轉乘郡上市自主運行巴士（情況參見巴士路線一節）。
- 在國鐵巴士時代，此處曾經設有汽車站越前朝日站，該車站名稱取自舊村名。同時為越美北線啟用前的暫時名稱。在此車站啟用後，為了觀光目的，使用了九頭龍湖這名字，但是實際上此站與九頭龍湖有一段距離。
- 此站沒有列車夜間停泊，縱然首班開往福井的列車為早上5時段，但列車仍舊會從越前大野開出至本站才接客。

## 車站周邊
- 國道158號
- 大野市政廳 和泉分所（舊・和泉村（日语：和泉村 (福井県)）公所）
- 九頭龍滑雪場
- 九頭龍湖、九頭龍壩（日语：九頭竜ダム）
- 歷史之里笛資料館
- 道之驛九頭龍（日语：道の駅九頭竜）

## 巴士路線
- 大野市營巴士前坂線
  - 每日7.5往返班次。部分班次需要預約（按需求運行）。但是，在11月21日～4月19日的假日暫停服務（1月1日～1月3日暫停服務）。
  - 此路線的終點站是「家族旅行村」巴士站，在該處沿縣道127號（日语：岐阜県道・福井県道127号白山中居神社朝日線）向東步行8公里，便到達郡上市自主運行巴士（日语：郡上市自主運行バス）石徹白線「下在所」巴士站，轉乘石徹白線便可前往長良川鐵道北濃站或美濃白鳥站[5]。石徹白線逢星期日及假日暫停服務，每日只有3往返班次[5]。而步行區間是一條緩緩上斜的道路。
- 大野市營巴士和泉線
  - 前往越前大野站的巴士路線。平日只有上午1往返班次。
- 大野市營巴士中龍線
  - 前往中龍方向，每日設有8.5往返班次。每一班都途經不同地方。另外，部分班次需要預約（按需求運行）。1月1日～1月3日暫停服務。

## 相鄰車站
西日本旅客鐵道（JR西日本）
■九頭龍線（越美北線）
越前下山－九頭龍湖

## 外部連結
- 九頭龍湖｜車站資訊：JR出門網 - 西日本旅客鐵道（日語）
- 道之驛九頭龍 （页面存档备份，存于）（日語）